# Château d'eau de Champagnole
Le château d'eau de Champagnole ou tour de l’horloge est un château d'eau de style néoclassique du XIXe siècle, avec un clocher à dôme à impériale vert-de-gris à lanterne de Champagnole dans le Jura en Franche-Comté. Il est inscrit aux monuments historiques depuis le 31 juillet 1990.

## Historique
En 1798 un terrible incendie détruit entièrement la ville et n'épargne que l’église Saint-Cyr-et-Sainte-Julitte de Champagnole du XVIIIe siècle et quelques maisons.

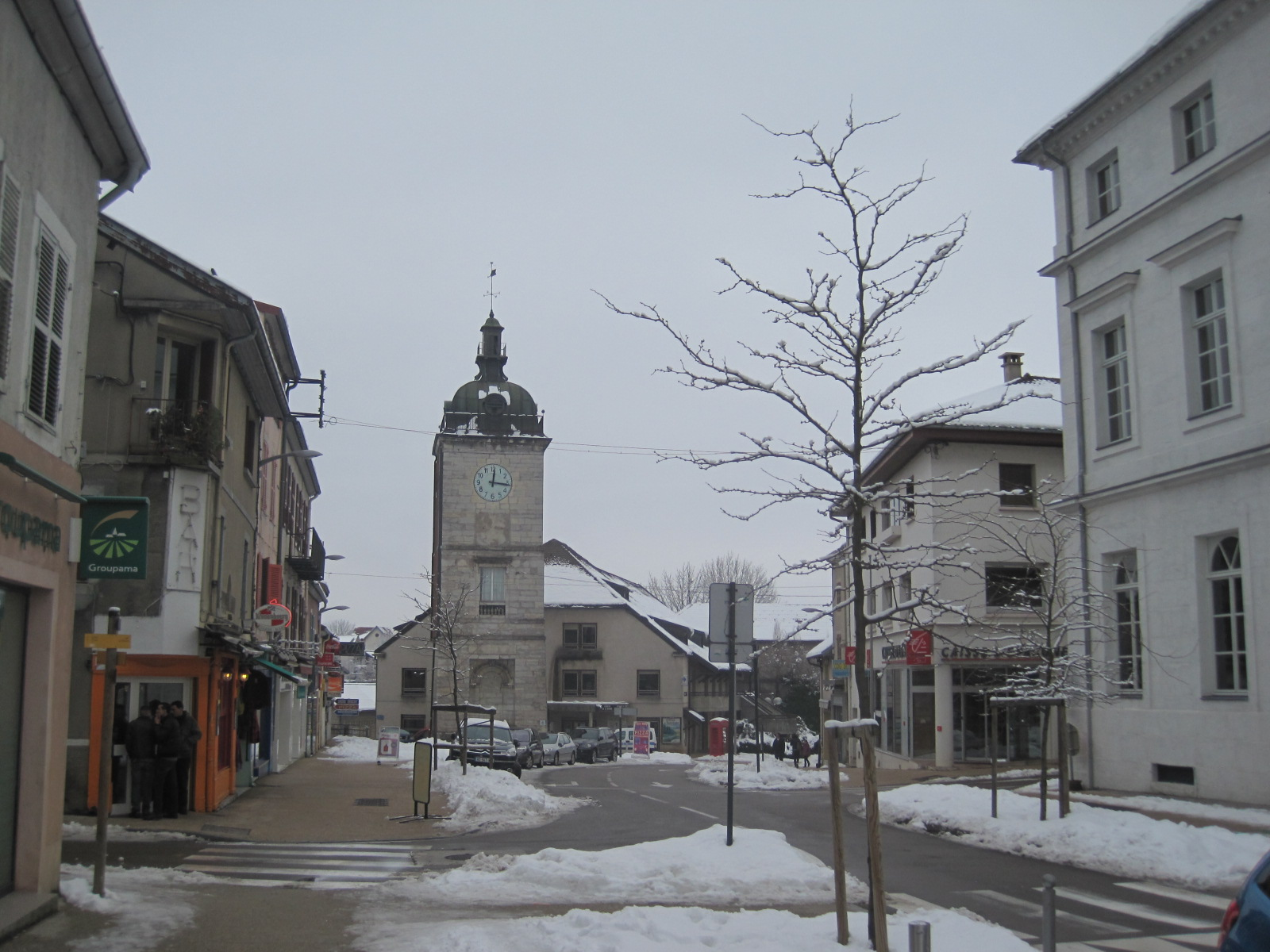
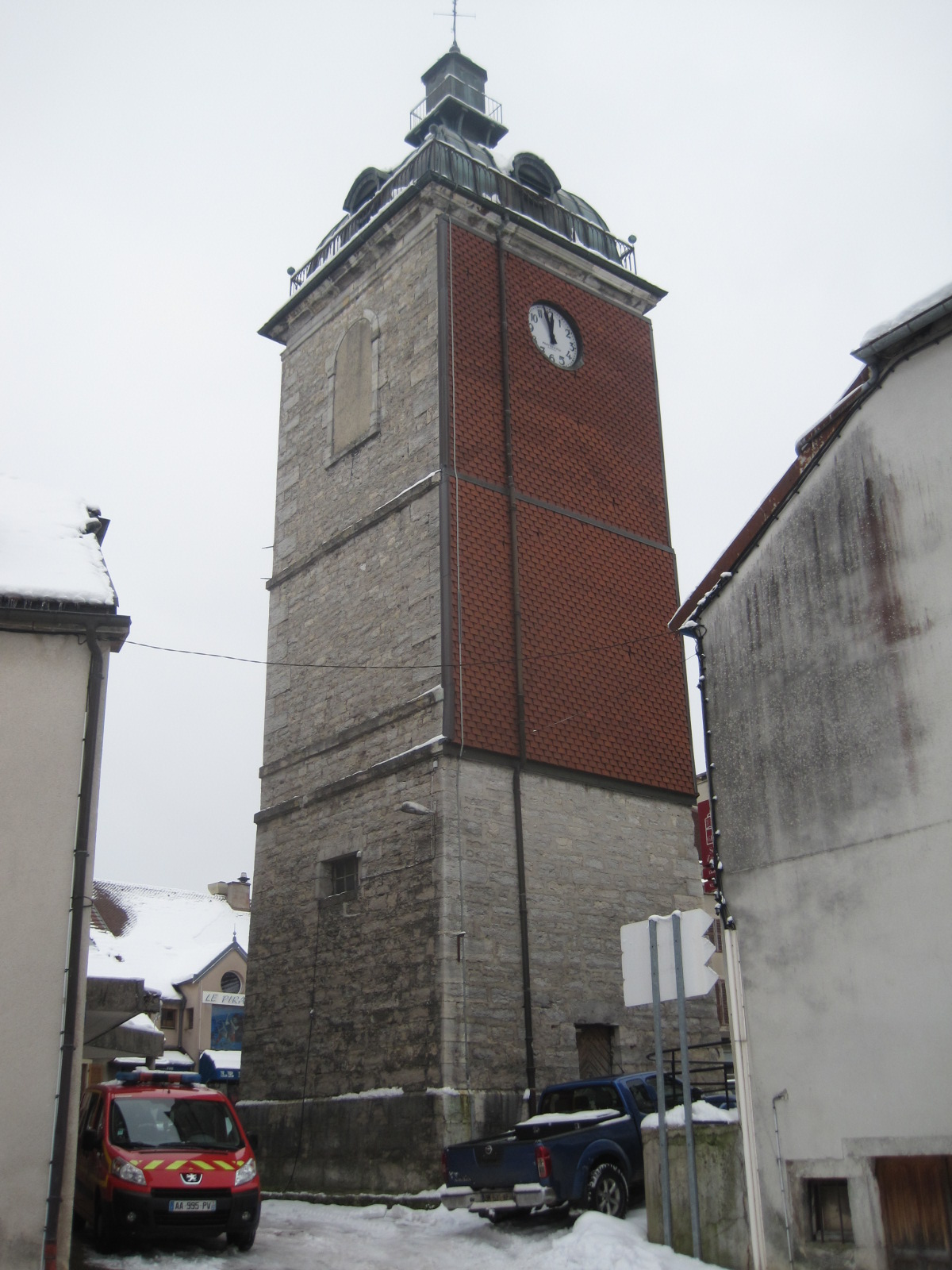

En 1823 une tour de guet de 18,3 m est construite dans le centre-ville, avenue de la République (rue principale), à quelque pas de l'hôtel de ville et de l'église.
Entre 1824 et 1866 la tour est transformée en château d'eau afin d'assurer la distribution d'eau par les fontaines de la ville.
En 1867 une horloge publique est installée sur la tour, dont le mécanisme remplace le réservoir.
En 1871 le clocher à dôme à impériale vert-de-gris à lanterne est ajouté à l'édifice.
Avec le syndicat d'initiative à son pied, et sa façade nord recouverte de tavaillons en tuiles typique des habitations traditionnelles du Jura, ce monument est devenu un des principaux symboles de la ville. Il n'est pas ouvert à la visite.